# Bravado
„Bravado” – utwór nowozelandzkiej piosenkarki Lorde, pochodzący z jej debiutanckiego minialbumu, zatytułowanego The Love Club EP. Znalazł się on także na drugim minialbumie, zatytułowanym Tennis Court EP oraz rozszerzonej wersji albumu studyjnego Pure Heroine. Utwór wydany został 6 września 2013 roku przez wytwórnię Universal Music Group jako singel promujący minialbum. Twórcami tekstu utworu Lorde i Joel Little, który zajął się także jego produkcją. „Bravado” to electropopy i chamber popowy utwór, w którym piosenkarka omawia swój introwertyczny charakter oraz potrzebę udawania zaufania w przemyśle muzycznym. Utwór spotkał się z pozytywnym odbiorem przez krytyków muzycznych i był notowany na listach przebojów w Nowej Zelandii. Lorde wykonywała utwór wielokrotnie, w tym podczas występu Late Show with David Letterman oraz jej debiutanckiej trasy koncertowej w 2014 roku.

## Produkcja i tło
Twórcami tekstu utworu są Ella Yelich O'Connor oraz Joel Little, który zajął się także jego produkcją. „Bravado” został nagrany w 2012 roku w studiu Joela Little, Golden Age Studios w Auckland. W ciągu tygodnia Lorde skończyła nagrywać „Bravado” wraz z „Royals” i Biting Down” podczas przerwy od szkoły.

## Promocja i odbiór
6 września 2013 roku utwór został wydany w Indiach oraz w Europie jako singel promocyjny w iTunes Store. W listopadzie 2013 roku piosenkarka wykonała ten utwór w Late Show with David Letterman.
Utwór spotkał się z pozytywnym odbiorem przez krytyków muzycznych. Jason Lipshutz z magazynu Billboard określił utwór jako "uroczo straszny". Chris Schulz z magazynu The New Zealand Herald wybrał ten utwór oraz „Million Dollar Bills” jako dwa najlepsze utwory z minialbumu The Love Club EP.
18 marca 2013 roku „Bravado” dotarł do 5. miejsca w notowaniu Top 20 New Zealand Artists Singles. W Stanach Zjednoczonych utwór dotarł do 29. miejsca w notowaniu Hot Rock Songs, publikowanym przez tygodnik Billboard.

## Lista utworów
- Digital download[6]

1. „Bravado” – 4:06

## Pozycje na listach przebojów
| Kraj              | Lista (2013)                       | Pozycja |
| ----------------- | ---------------------------------- | ------- |
| Nowa Zelandia     | Top 20 New Zealand Artists Singles | 5       |
| Stany Zjednoczone | Hot Rock Songs                     | 29      |